# Дхулия (округ)
Дху́лия (маратхи धुळे जिल्हा; англ. Dhule) — округ в индийском штате Махараштра. Образован 1 мая 1960 года. 1 июля 1998 года из части территории округа был сформирован самостоятельный округ Нандурбар. Административный центр — город Дхулия. Площадь округа — 8063 км². По данным всеиндийской переписи 2001 года население округа составляло 1 707 947 человек. Уровень грамотности взрослого населения составлял 71,6 %, что выше среднеиндийского уровня (59,5 %). Доля городского населения составляла 26,1 %.